# Pierre Mutz
Pierre Mutz, född den 15 november 1942 i Tournon-d'Agenais, är en fransk ämbetsman. Han var polisprefekt i Paris 2004-2007 och prefekt i Paris 2007-2008.

## Biografi
Mutz var yrkesofficer 1962-1980 och genomgick generalstabsutbildning vid militärhögskolan École Spéciale Militaire de Saint-Cyr. Han blev major vid infanteriet 1977 och slutligen chef för franska arméns attackdykarskolan på Korsika. År 1980 övergick major Mutz till en karriär inom de franska länsstyrelserna och var "sous-préfet" (chef för ett arrondissement) i olika departement 1980-1989. Han blev prefekt (motsvarande landshövding) i Essonne 1996-2000, var prefekt i Haute-Vienne - och tillika regional prefekt för regionen Limousin - 2000-2002. Prefekt Mutz var chef för gendarmeriet 2002-2004, polisprefekt i Paris 2004-2007 och prefekt för Île-de-France och Paris 2007-2008.